# Jeździectwo na Letnich Igrzyskach Olimpijskich 2012 – skoki drużynowe
Konkurencja drużynowych skoków przez przeszkody podczas XXX Letnich Igrzysk Olimpijskich została rozegrana w dniach 4–6 sierpnia 2012 roku w Greenwich Park.

## Terminarz
| Data            | Godzina |                        |
| --------------- | ------- | ---------------------- |
| 4 sierpnia 2012 | 10:30   | Kwalifikacje – Runda 1 |
| 5 sierpnia 2012 | 11:00   | Runda 1                |
| 6 sierpnia 2012 | 14:00   | Runda 2                |
| 6 sierpnia 2012 | 16:37   | Dogrywka               |

## Wyniki
W konkursie wystartowało 15 drużyn. Drużyna maksymalnie może liczyć czterech jeźdźców. Do wyniku drużyny zaliczane były trzy najlepsze wyniki.

### Kwalifikacje
| Pozycja | Jeździec                                                                                                 | Koń                                                                         | Kary     | Wynik drużyny | Uwagi |
| ------- | --- | --------------------------------------------------------------------------- | -------- | ------------- | ----- |
| 1.      | Holandia · Jur Vrieling · Maikel van der Vleuten · Marc Houtzager · Gerco Schröder                       | Bubalu Verdi Sterrehofs Tamino London                                       | 0        | 0             |       |
| 1.      | Szwecja · Jens Fredricson · Henrik von Eckermann · Rolf-Göran Bengtsson · Lisen Bratt                    | Lunatic Allerdings Casall Matrix                                            | 0 42     | 0             |       |
| 1.      | Szwajcaria · Steve Guerdat · Paul Estermann · Werner Muff · Pius Schwizer                                | Nino Des Buissonnets Castlefield Eclipse Kiamon Carlina IV                  | 0 8      | 0             |       |
| 1.      | Belgia · Philippe Lejeune · Dirk Demeersman · Jos Lansink · Grégory Wathelet                             | Vigo d’Arsouilles Bufero van het Panishof Valentina van’t Heike Cadjanine Z | 0 4      | 0             |       |
| 5.      | Brazylia · Álvaro de Miranda Neto · José Roberto Fernandez Filho · Rodrigo Pessoa · Carlos Eduardo Ribas | AD Rahmannshof’s Bogeno Maestro St. Lois HH Rebozo Wlexo                    | 0 1 42   | 1             |       |
| 5.      | Francja · Simon Delestre · Kevin Staut · Pénélope Leprevost · Olivier Guillon                            | Napoli du Ry Silvana Mylord Carthago Lord de Theize                         | 0 1 4    | 1             |       |
| 5.      | Niemcy · Janne Friederike Meyer · Meredith Michaels-Beerbaum · Marcus Ehning · Christian Ahlmann         | Lambrasco Bella Donna Plot Blue Codex One                                   | 0 1 15   | 1             |       |
| 5.      | Stany Zjednoczone · McLain Ward · Rich Fellers · Reed Kessler · Beezie Madden                            | Antares F Flexible Cylana Via Volo                                          | 0 1 42   | 1             |       |
| 9.      | Arabia Saudyjska · Abdullah bin Mutaib · Kamal Bahamdan · Ramzy Al Duhami · Abdullah Waleed Sharbatly    | Davos Noblesse Des Tess Bayard Van De Villa There Sultan                    | 0 1 2 6  | 3             |       |
| 10.     | Wielka Brytania · Nick Skelton · Ben Maher · Scott Brash · Peter Charles                                 | Big Star Tripple X Hello Sanctos Vindicat                                   | 0 4 10   | 4             |       |
| 10.     | Australia · Julia Hargreaves · Edwina Tops-Alexander · James Paterson-Robinson · Matt Williams           | Vedor Cevo Itot du Chateau Lanosso Watch Me VD Mangelaar                    | 0 4 42   | 4             |       |
| 12.     | Ukraina · Cassio Rivetti · Björn Nagel · Kateryna Offell · Ołeksandr Oniszczenko                         | Temple Road Niack De L’abbaye Vivant Comte D’arsouilles                     | 0 4 18   | 8             |       |
| 13.     | Kanada · Eric Lamaze · Ian Millar · Jill Henselwood · Tiffany Foster                                     | Derly Chin de Muze Star Power George Victor                                 | 0 4 5 8  | 9             |       |
| 13.     | Meksyk · Alberto Michán · Nicolás Pizarro · Federico Fernández · Jaime Ascárraga                         | Rosalía la Silla Crossing Jordan Victoria Gángster                          | 0 4 5 12 | 9             |       |
| 15.     | Chile · Carlos Milthaler · Rodrigo Carrasco · Tomas Couve Correa · Samuel Parot                          | Hyo Altenero Or De La Charbonniere Underwraps Al Calypso                    | 4 5 6 8  | 15            |       |

### Finał
Jako wyniki pierwszej rundy finałowej były zaliczone wyniki jakie poszczególni zawodnicy uzyskali w drugiej rundzie kwalifikacji w konkursie indywidualnym.

#### Runda 1
Do drugiej rundy finałowej awansował 8 najlepszych zespołów.
| Pozycja | Jeździec                                                                                                 | Koń                                                                         | Kary      | Wynik drużyny | Uwagi |
| ------- | --- | --------------------------------------------------------------------------- | --------- | ------------- | ----- |
| 1.      | Arabia Saudyjska · Abdullah bin Mutaib · Kamal Bahamdan · Ramzy Al Duhami · Abdullah Waleed Sharbatly    | Davos Noblesse Des Tess Bayard Van De Villa There Sultan                    | 0 1 0 4   | 1             | Q     |
| 2.      | Wielka Brytania · Nick Skelton · Ben Maher · Scott Brash · Peter Charles                                 | Big Star Tripple X Hello Sanctos Vindicat                                   | 0 4 8     | 4             | Q     |
| 2.      | Holandia · Jur Vrieling · Maikel van der Vleuten · Marc Houtzager · Gerco Schröder                       | Bubalu Verdi Sterrehofs Tamino London                                       | 8 0 4     | 4             | Q     |
| 2.      | Szwecja · Jens Fredricson · Henrik von Eckermann · Rolf-Göran Bengtsson · Lisen Bratt                    | Lunatic Allerdings Casall Matrix                                            | 8 0 4     | 4             | Q     |
| 2.      | Szwajcaria · Steve Guerdat · Paul Estermann · Werner Muff · Pius Schwizer                                | Nino Des Buissonnets Castlefield Eclipse Kiamon Carlina IV                  | 4 0 4 0   | 4             | Q     |
| 6.      | Kanada · Eric Lamaze · Ian Millar · Jill Henselwood · Tiffany Foster                                     | Derly Chin de Muze Star Power George Victor                                 | 1 0 4 DSQ | 5             | Q     |
| 7.      | Brazylia · Álvaro de Miranda Neto · José Roberto Fernandez Filho · Rodrigo Pessoa · Carlos Eduardo Ribas | AD Rahmannshof’s Bogeno Maestro St. Lois HH Rebozo Wlexo                    | 0 4 -     | 8             | Q     |
| 7.      | Stany Zjednoczone · McLain Ward · Rich Fellers · Reed Kessler · Beezie Madden                            | Antares F Flexible Cylana Via Volo                                          | 4 0 8 4   | 8             | Q     |
| 9.      | Meksyk · Alberto Michán · Nicolás Pizarro · Federico Fernández · Jaime Ascárraga                         | Rosalía la Silla Crossing Jordan Victoria Gángster                          | 0 4 6 12  | 10            |       |
| 10.     | Australia · Julia Hargreaves · Edwina Tops-Alexander · James Paterson-Robinson · Matt Williams           | Vedor Cevo Itot du Chateau Lanosso Watch Me VD Mangelaar                    | 8 0 4 12  | 12            |       |
| 10.     | Niemcy · Janne Friederike Meyer · Meredith Michaels-Beerbaum · Marcus Ehning · Christian Ahlmann         | Lambrasco Bella Donna Plot Blue Codex One                                   | 4 8 4     | 12            |       |
| 12.     | Francja · Simon Delestre · Kevin Staut · Pénélope Leprevost · Olivier Guillon                            | Napoli du Ry Silvana Mylord Carthago Lord de Theize                         | 6 4 8 4   | 14            |       |
| 13.     | Belgia · Philippe Lejeune · Dirk Demeersman · Jos Lansink · Grégory Wathelet                             | Vigo d’Arsouilles Bufero van het Panishof Valentina van’t Heike Cadjanine Z | 8 4       | 16            |       |
| 14.     | Ukraina · Cassio Rivetti · Björn Nagel · Kateryna Offell · Ołeksandr Oniszczenko                         | Temple Road Niack De L’abbaye Vivant Comte D’arsouilles                     | 5 4 12 23 | 21            |       |
| 15.     | Chile · Carlos Milthaler · Rodrigo Carrasco · Tomas Couve Correa · Samuel Parot                          | Hyo Altenero Or De La Charbonniere Underwraps Al Calypso                    | 8 17 5 9  | 22            |       |

#### Runda 2
O pierwszym miejscu decydowała dogrywka pomiędzy zespołami Wielkiej Brytanii i Holandii.
| Pozycja | Jeździec                                                                                                 | Koń                                                        | Kary      | Runda 2 | Runda 1 | Łącznie | Dogrywka |
| ------- | --- | ---------------------------------------------------------- | --------- | ------- | ------- | ------- | -------- |
| 1.      | Wielka Brytania · Nick Skelton · Ben Maher · Scott Brash · Peter Charles                                 | Big Star Tripple X Hello Sanctos Vindicat                  | 0 4 0 5   | 4       | 4       | 8       | 0 4 0    |
| 2.      | Holandia · Jur Vrieling · Maikel van der Vleuten · Marc Houtzager · Gerco Schröder                       | Bubalu Verdi Sterrehofs Tamino London                      | 8 0 4     | 4       | 4       | 8       | 0 8 4 -  |
| 3.      | Arabia Saudyjska · Abdullah bin Mutaib · Kamal Bahamdan · Ramzy Al Duhami · Abdullah Waleed Sharbatly    | Davos Noblesse Des Tess Bayard Van De Villa There Sultan   | 4 5 4 6   | 13      | 1       | 14      |          |
| 4.      | Szwajcaria · Steve Guerdat · Paul Estermann · Werner Muff · Pius Schwizer                                | Nino Des Buissonnets Castlefield Eclipse Kiamon Carlina IV | 4 8 12 0  | 12      | 4       | 16      |          |
| 5.      | Kanada · Eric Lamaze · Ian Millar · Jill Henselwood · Tiffany Foster                                     | Derly Chin de Muze Star Power George Victor                | 8 4 9 DSQ | 21      | 5       | 26      |          |
| 6.      | Szwecja · Jens Fredricson · Henrik von Eckermann · Rolf-Göran Bengtsson · Lisen Bratt                    | Lunatic Allerdings Casall Matrix                           | 4 16 8 12 | 24      | 4       | 28      |          |
| 6.      | Stany Zjednoczone · McLain Ward · Rich Fellers · Reed Kessler · Beezie Madden                            | Antares F Flexible Cylana Via Volo                         | 8 12 4    | 20      | 8       | 28      |          |
| 8.      | Brazylia · Álvaro de Miranda Neto · José Roberto Fernandez Filho · Rodrigo Pessoa · Carlos Eduardo Ribas | AD Rahmannshof’s Bogeno Maestro St. Lois HH Rebozo Wlexo   | 8 46 5 -  | 59      | 8       | 67      |          |